# Psycholinguïstiek
Psycholinguïstiek of Taalpsychologie is het wetenschapsgebied dat zich bezighoudt met de cognitieve en taalkundige processen die ten grondslag liggen aan natuurlijke taal en taalgedrag. De psycholinguïstiek onderzoekt onder andere hoe gesproken, geschreven, of gebaarde taal wordt begrepen, hoe taal wordt geproduceerd, hoe kinderen hun eerste taal verwerven en hoe een tweede taal wordt geleerd. Daarbij worden verschillende methoden gebruikt, zoals het meten van leestijden, het meten van oogbewegingen, EEG en fMRI.

## Achtergrond
Psycholinguïstiek is een interdisciplinair vak dat gebruik maakt van methoden en paradigma's uit met name de taalwetenschap en de psychologie. Het is ontstaan vanuit de theoretische taalwetenschap die de methodologie van de experimentele psychologie is gaan toepassen. In de psycholinguïstiek wordt onder andere onderzocht hoe mensen taaluitingen begrijpen en produceren, hoe de structuur (syntaxis) en betekenis (semantiek) van taal mentaal worden gerepresenteerd, hoe een (eerste of vreemde) taal wordt geleerd en hoe taal en andere aspecten van cognitie elkaar beïnvloeden. Het feitelijke proces in de hersenen valt hier meestal buiten; dit laatste is iets waar de neurolinguïstiek zich in specialiseert. 
Wat onderzoeksparadigma's betreft is er een tweedeling te maken tussen de generatieve linguïstiek en de cognitieve psychologie. De generatieve linguïsten gaan uit van diverse theorieën van met name Noam Chomsky, die aannemen dat taalcognitie onafhankelijk functioneert van mentale concepten; oftewel: taal is een aparte module. Die onafhankelijkheid wordt betwist door de cognitieve psychologie. Er bestaat ook een vakgebied genaamd cognitieve taalkunde dat ook uitgaat van afhankelijkheid tussen taalcognitie en mentale concepten, maar die onderzoekt niet de psychologische processen die aan taalgedrag ten grondslag liggen. Cognitieve taalkunde moet dus niet verward worden met psycholinguïstiek.

## Geschiedenis
De psycholinguïstiek ontstond in de jaren zestig en zeventig van de 20e eeuw als een afzonderlijke discipline binnen de theoretische taalkunde. Daarvoor was taalgedrag alleen het onderwerp van studie geweest binnen het behaviorisme, dat zich echter geenszins bezighield met de psychologische processen die zich in het hoofd van de taalgebruiker zelf afspelen. De met name door Noam Chomsky uitgewerkte transformationele taalkunde – met begrippen als dieptestructuur – zorgde voor een reeks nieuwe theorieën waarin taalkundige begrippen in een psychologisch kader werden geplaatst. 

## Onderwerpen
Onderwerpen die door de psycholinguïstiek worden bestudeerd, zijn onder meer:
- Afasie
- Eerste en tweede taalverwerving
- Oogmotoriek bij het lezen
- Taalverwerking en -productie
- Activatie en structuur van mentale concepten
- Meertaligheid en het effect op taalcognitie
- Begrip van dubbelzinnige taaluitingen